# Albizia lankaensis
Albizia lankaensis là một loài thực vật có hoa trong họ Đậu. Loài này được Kosterm. miêu tả khoa học đầu tiên.